# Фай, Гийом
Гийом Фай (фр. Guillaume Faye, 1949—2019) — французский журналист и писатель, идеолог «новых правых».

## Биография
Гийом Фай родился в Ангулеме (Франция) 7 ноября 1949 года. Получив гуманитарное образование, работал в сфере журналистики и шоу-бизнеса. Имеет докторскую степень (Ph.D.). Идеолог «новых правых», автор более 15 книг. В 70-х годах сотрудничал с группой GRECE Алена де Бенуа, отошёл от этого движения в 1986 году.
Гийом Фай несколько раз посещал Россию. Некоторые его книги переведены на русский язык.

## Идеи
Гийом Фай полагает, что белая раса находится в упадке во всем мире, включая США. Европейцы становятся жертвами регресса культуры и образования, примитивизма и материализма. Следует ожидать начала этнической гражданской войны во многих странах Европейского Союза, потому что происходит смена этнического состава населения. Европейцам следует порвать с идеями плюрализма, которые на деле становятся своего рода уравниловкой, поднять лозунг этноцентризма и провозгласить лозунг возможности жить самостоятельно, без других. Пора подумать о будущей Великой Европе, имперской и федеральной, этнически и расово однородной, созданной на основе больших автономных регионов. Эта Великая Европа должна быть связана неразрывным союзом с Россией. Этот огромный континентальный блок Г. Фай называет Евросибирью. Будущий мир Г. Фай видит, прежде всего, как мир больших блоков. Еврейское государство, по его мнению, обречено. Если европейцы и русские хотят выжить, то они должны «следовать идеям сопротивления, новой реконкисты, и далее от реконкисты перейти к консервативной революции, конструктивной и созидательной, обращаясь к этническим расовым биологическим началам». Идеологию консервативной революции Г. Фай называет «археофутуризмом».